# 高加索阿尔巴尼亚王国
高加索阿尔巴尼亚王国（拉丁語：Albānia）是高加索東部地區的歷史地區名稱，該地區包含今日的亞塞拜然國境內以及俄罗斯達吉斯坦共和國南部。它是在公元前4世纪和3世纪马其顿亚历山大帝国垮台后形成的，并在公元8世纪被阿拉伯哈里发占领。首都首先是加巴拉，然后是巴尔达。该国主要为高加索阿尔巴尼亚基督教会，与周边国家宗教不同，直到公元4世纪宣布基督教为正式国教的阿尔巴尼亚国家终结之前，在某种程度上受到基督教意识形态的影响。
该王國曾多次受可薩汗國劫掠，大部分国土被亚美尼亚王国征服，后因亚美尼亚衰落而夺回，阿拉伯帝国兴起后逐渐被乌古斯突厥人占据土著逐渐消失。乌迪人为其居民的残留。

## 外部連結
- Encyclopedia Iranica. Albania, Ancient country in Caucasus, by M. Chaumont
- About the Caucasian Albania[]
- About the Caucasian Albania (section 10) （页面存档备份，存于）
- Wolfgang Schulze (Munich): Caucasian Albanian
- Caucasian History （页面存档备份，存于）